# Григоренко, Геннадий Фёдорович
Григоренко Геннадий Федорович — Заслуженный врач РСФСР, начальник Главного госпиталя Тихоокеанского флота в 1973—1988 гг., почетный гражданин города Владивостока.

## Биография
Геннадий Григоренко родился 4 августа 1929 года в городе Орехове Запорожской области. Ушел на фронт 14-летним подростком, закончив войну «сыном полка» отдельной транспортной роты 5-й армии, воевавшей в составе 3-го Белорусского фронта. В 1955 году окончил Военно-морскую академию имени Кирова в Ленинграде, после чего выбрал для себя службу на Дальнем Востоке.
Поначалу Геннадий Григоренко служил в гарнизоне Тихоокеанского флота в Де-Кастри (Хабаровский край). Затем он возглавил лазарет поселка Витязь. Он не только был руководителем медицинской службы гарнизона, но и проводил хирургические операции, в том числе, гражданам КНР, за что был удостоен звания почетного жителя провинции Хэйлунцзян. До 1970 года являлся главным хирургом Ольгинского района Приморья. Также, работая на востоке края, успел стать Кавалером ордена Красной Звезды.
В 1970 году Геннадий Григоренко был переведен во Владивосток, в Главный госпиталь ТОФ, где возглавил интернатуру. В 1973 году Григоренко был назначен начальником Главного госпиталя ТОФ..
При новом руководителе госпиталь выстроил специализацию лечебных учреждений, обзавелся новой аппаратурой, построил новый корпус, лечебный бассейн, а также единственный в вооруженных силах СССР бароцентр. В 1977 году по итогам всесоюзного смотра-конкурса в ВС СССР Главный госпиталь ТОФ занял второе место, а в 1979-м — получил звание отличного.. Годом позже Григоренко был удостоен звания Заслуженного врача РСФСР..

## Научная деятельность
При Григоренко Главный госпиталь ТОФ начал сотрудничество с Владивостокским мединститутом (ныне — Тихоокеанский государственный медицинский университет). При его активном участии были внедрены в практику свыше 100 рационализаторских предложений, 40 новых методик лечения и обследования пациентов. При поддержке Григоренко были защищены кандидатские диссертации Б. И. Гельцером, Г. А. Зайцем, В. М. Ивановым, Д. Д. Памфиловым, А. Д. Рифтиным, В. И. Савченко, Е. И. Смирновым, Н. И. Царевым, Ю. М. Шендриковым и др..
Еще в молодости Григоренко начал серьезно заниматься традиционной медициной, в том числе, китайской и тибетской. Работая в Главном госпитале ТОФ, он внедрил препарат на основе оленьих рогов — пантогематоген. В 1974 году по инициативе руководителя госпиталя ТОФ было создано краевое общество иглотерапевтов, которое сегодня носит имя Г. Ф. Григоренко..

## Династия врачей
В браке с Раисой Павловной Геннадий Григоренко воспитал двух сыновей — Андрея Геннадьевича и Игоря Геннадьевича, которые пошли по стопам отца и стали хирургами.
Игорь Григоренко работает заведующим хирургическим отделением больницы города Находка Приморского края..
Андрей Григоренко ныне является основателем собственной клиники и известным флебологом..
Внук Г. Ф. Григоренко Ярослав Андреевич также пошел по стопам деда и отца, став эндокринным хирургом, флебологом и онкологом..

## Уход из жизни и признание
Геннадий Григоренко трагически погиб в автокатастрофе 30 декабря 1988 года в возрасте 59 лет. 18 апреля 1997 года бывший руководитель Главного госпиталя ТОФ был удостоен звания почетного гражданина города Владивостока..